# جوميسين أ
جوميسين أ (بالإنجليزية: Gomisin A)‏ هو مركب له نشاط حيوي معزول من الشزندرة الصينية.